# Live from SoHo (альбом Maroon 5)
iTunes Live from SoHo — другий концертний альбом гурту Maroon 5, який вийшов 25 березня 2008 року.. Записаний в Нью-Йорку в SoHo Apple Store.

## Список композицій
1. «If I Never See Your Face Again» — 4:53
2. «Makes Me Wonder» — 4:17
3. «Little of Your Time» — 2:34
4. «Wake Up Call» — 4:10
5. «Won't Go Home Without You» — 3:59
6. «Nothing Lasts Forever» — 4:00

## Цікаві подробиці
- Під час презентації «Nothing Lasts Forever» вокаліст Адам Левін розповідає історію появи пісні і історію про те, як він познайомився з Каньє Вестом для запису альбому Веста «Late Registration».
- Цей диск є першою частиною концертної версії студійного альбому «It Won't Be Soon Before Long».